# Apophonie accentuelle en russe
Cette page contient des caractères spéciaux ou non latins. S’ils s’affichent mal (▯, ?, etc.), consultez la page d’aide Unicode.
En russe, les voyelles atones subissent une apophonie notable : une voyelle qui n'est pas frappée de l'accent tonique peut voir son timbre modifié, la plupart du temps par centralisation ou par neutralisation.
Cet article requiert la lecture préalable de celui traitant de l'alphabet russe.
Il existe cinq phonèmes vocaliques, /a/, /e/, /i/, /o/ et /u/. Sous l'accent, ces cinq phonèmes se réalisent respectivement [a], [ɛ], [i] ~ [ɨ] (après consonne dure), [ɔ] et [ʊ], ce qui fait six phones : сковорода́ skovorodá [skǝvǝrɐ'da] « poêle », ве́тер veter ['vʲɛtʲɪr] « vent », отрави́ть otravít’ [ǝtrɐ'vʲitʲ] « empoisonner », сын syn [sɨn] « fils », дóбрый dóbryj ['dɔbrǝʲ] « bon », свищу́ sviŝú [svɪ'ʃʲtʃʲu] « je siffle », etc.

## Voyelles atones
Les voyelles atones, sauf /i/ et /u/ (avec leurs allophones : и, ы et у, ю), tendent à être neutralisées en [ɐ], [ǝ] et [ɪ]. Sont proposées ci-dessous les valeurs moyennes de ces voyelles selon leur position par rapport à l'accent tonique ; ce modèle d'apophonie, à prédominance du timbre /a/ sous une forme neutralisée, est propre à la prononciation de la région de Moscou. On nomme la réduction à /a/ akanye (а́канье [ˈa.kə.nʲɪ̯ə] ) celle à /i/ ikanye (и́канье [ɪˈkanʲɪ̯ə]).
| Voyelle | Pré-pré. | Préton. | Autres | Autres                   | Exemples                                                           |
| ------- | -------- | ------- | ------ | ------------------------ | ------------------------------------------------------------------ |
| а       | ǝ        | ɐ       | ǝ      | ǝ                        | Валя́й [vɐ'ʎaj] « roule ! », ре́па ['rʲɛpǝ] « rave »                 |
| о       | ǝ        | ɐ       | ǝ      | ǝ                        | Отдыха́ть [ǝd:ɨ'xatʲ] « se reposer » ; золото́й [zǝɫɐ'tɔj] « en or » |
| я       | ʲɪ       | ʲɪ      | ʲɪ     | ʲɪ                       | Тяжёлый [tʲɪ'ʒɔɫǝj] « lourd », ме́сяц ['mʲɛsʲɪts] « mois »          |
| е       | ʲɪ       | ʲɪ      | ʲɪ     | ʲɪ                       | Вчера́ [ftʃʲɪ'ra] « hier », Екатери́на [jɪkǝtɪ'rinǝ] « Catherine »   |
| -ый     | —        |         | —      | ǝj                       | До́брый ['dɔbrǝj] « bon »                                           |
| -ий     | —        | ʲɪj     | —      | Си́ний ['sinʲɪj] « bleu » |                                                                    |

Le я atone après une chuintante palatale (ч č щ ŝ) est prononcé [ɪ]. Certaines désinences atones en -е et -я sont réalisées [ǝ].
Le symbole [ǝ] renvoie bien au schwa de l'API, voyelle neutre plus ouverte et moins labialisée que le e dit « muet » ou « caduc » du français, transcrit souvent par [ǝ] : petit [pǝti].
À l'oreille, le [ǝ] russe est très ouvert. De même, ce qu'on transcrit ici par [ɐ] représente un phonème encore plus ouvert qui est souvent noté simplement [a].
Les chuintantes ш et ж et l'affriquée ц doivent être suivies de la lettre е pour noter [ɛ] dur (normalement écrit э après une consonne). Ainsi, dans да́же « même », le е final remplace э, et il faut donc prononcer ['daʒɛ].